# 梨樹県
梨樹県（りじゅ-けん）は中国吉林省四平市に位置する県。

## 歴史
1877年（光緒3年）、清朝により設置された奉化県を前身とする。中華民国が成立すると1914年（民国3年）に梨樹県と改称された。

## 行政区画
3街道、15鎮、6郷を管轄：
- 街道弁事処：富強街道、康平街道、霍家店街道
- 鎮：梨樹鎮、郭家店鎮、楡樹台鎮、孤家子鎮、小城子鎮、喇嘛甸鎮、蔡家鎮、劉家館子鎮、十家堡鎮、孟家嶺鎮、万発鎮、東河鎮、沈洋鎮、林海鎮、小寛鎮
- 郷：白山郷、泉眼嶺郷、勝利郷、四棵樹郷、双河郷、金山郷

## 交通

### 鉄道
- 中国国家鉄路集団
  - 京哈線

### 道路
- 高速道路
  -  京哈高速道路
  -  集双高速道路（中国語版）
- 国道
  -  G102国道
  -  G232国道（中国語版）